# ZeroIn
ZeroIn (ゼロイン?, Zeroin) è un manga d'azione creato da Sora Inoue e pubblicato in Giappone da Fujimi Shobō. La serie è composta da 12 volumi. In Italia è stato pubblicato da Flashbook dal giugno 2008 al settembre 2013.

## Trama
La protagonista è Nazume Mikuru, una ragazza esperta nell'arte marziale denominata "Commando Zero", che conduce una doppia vita: normale studentessa ma anche paladina della giustizia. Mikuru infatti presta servizio come agente speciale presso un'agenzia di polizia privata detta CPC, acronimo di "Corpo della Polizia Civile" ("minkei" in giapponese). A sconvolgere la vita di Mikuru sarà l'arrivo di Ko, suo compagno di classe imbelle e debole che decide di iscriversi al CPC per dare un cambio netto alla sua vita.

## CPC "Corpo di polizia civile"
CPC è acronimo di "Corpo di polizia civile".
Il CPC è una società privata, cui fanno parte molti personaggi del manga, che si occupa di combattere, per conto della polizia, i crimini commessi con armi leggere. Il CPC, chiamato anche "Corpo speciale di polizia di assalto civile" o "Corpo speciale di polizia antisommossa civile", essendo in appoggio alla polizia deve ottenere un'autorizzazione da quest'ultima prima di poter procedere con le azioni e la neutralizzazione del nemico. Si tratta di una organizzazione necessaria alla polizia per via dell'incremento dei reati commessi con armi leggere e per la mancanza di personale della polizia stessa. Questa società assolda i suoi dipendenti tra i civili e, se necessario, li forma nei suoi campi di addestramento.

## Media

### Manga
Il manga, scritto e disegnato da Sora Inoue, è stato serializzato dal 9 giugno 2003 all'8 gennaio 2011 sulla rivista Monthly Dragon Age edita da Fujimi Shobō. I capitoli sono stati raccolti in 12 volumi tankōbon pubblicati dal 29 gennaio 2004 al 4 marzo 2011.
In Italia la serie è stata pubblicata da Flashbook dal 15 giugno 2008 al 7 settembre 2013.
La serie è stata distribuita anche in Francia da Pika Édition, in Germania da Egmont Manga e in Corea del Sud da Haksan Publishing.

#### Volumi
| Nº | Data di prima pubblicazione                                     | Data di prima pubblicazione                                         | Data di prima pubblicazione | Data di prima pubblicazione |
| Nº | Giapponese                                                      | Giapponese                                                          | Italiano                    | Italiano                    |
| -- | --------------------------------------------------------------- | ------------------------------------------------------------------- | --------------------------- | --------------------------- |
| 1  | 29 gennaio 2004                                                 | ISBN 4-04-712349-8                                                  | 15 giugno 2008              | ISBN 978-88-6169-078-3      |
| 2  | 29 luglio 2004                                                  | ISBN 4-04-712365-X                                                  | settembre 2008              | ISBN 978-88-6169-082-0      |
| 3  | 16 febbraio 2005 (ed. limitata) 25 febbraio 2005 (ed. regolare) | ISBN 4-04-712370-6 (ed. regolare) ISBN 4-04-712375-7 (ed. limitata) | dicembre 2008               | ISBN 978-88-6169-091-2      |
| 4  | 27 settembre 2005                                               | ISBN 4-04-712421-4                                                  | 29 marzo 2009               | ISBN 978-88-6169-092-9      |
| 5  | 27 aprile 2006                                                  | ISBN 4-04-712449-4                                                  | 30 giugno 2009              | ISBN 978-88-6169-093-6      |
| 6  | 25 ottobre 2006                                                 | ISBN 4-04-712468-0                                                  | 16 luglio 2011              | ISBN 978-88-6169-110-0      |
| 7  | 7 novembre 2007                                                 | ISBN 978-4-04-712516-2                                              | 28 febbraio 2013            | ISBN 978-88-6169-365-4      |
| 8  | 7 agosto 2008                                                   | ISBN 978-4-04-712559-9                                              | 27 aprile 2013              | ISBN 978-88-6169-375-3      |
| 9  | 7 aprile 2009                                                   | ISBN 978-4-04-712596-4                                              | 31 maggio 2013              | ISBN 978-88-6169-380-7      |
| 10 | 7 settembre 2009                                                | ISBN 978-4-04-712624-4                                              | 15 giugno 2013              | ISBN 978-88-6169-388-3      |
| 11 | 5 marzo 2010                                                    | ISBN 978-4-04-712654-1                                              | 13 luglio 2013              | ISBN 978-88-6169-391-3      |
| 12 | 4 marzo 2011                                                    | ISBN 978-4-04-712714-2                                              | 7 settembre 2013            | ISBN 978-88-6169-392-0      |

### Drama-CD
Dalla serie sono stati tratti anche diversi drama-CD. Tre di questi sono stati pubblicati in allegato a differenti numeri della rivista Monthly Dragon Age su cui veniva serializzato il manga; questi sono rispettivamente quelli di novembre 2004, dicembre 2004 e gennaio 2005. Successivamente sono usciti ulteriori quattro drama-CD venduti singolarmente il 5 gennaio 2007 per il primo, il 30 gennaio 2007 per il secondo e il terzo e il 24 agosto 2007 per l'ultimo.